# Acceptpris
Ett acceptpris är det lägsta försäljningspris som en säljare godkänner i en affär. Acceptpris förekommer bland annat vid auktioner och vid försäljningar av bostäder.

## Acceptpris på den svenska bostadsmarknaden
Acceptpris används ofta av fastighetsmäklare i samband med försäljning av bostadsrätter men innebär inte att säljaren förbinder sig att sälja till acceptpriset. Snarare indikerar det att säljaren är beredd att sälja till acceptpriset men att vederbörande om det skulle komma ett högre pris kan acceptera det istället. På det sättet skiljer sig acceptpris från ett fast pris.